# アイゼンファウスト 天保忍者伝
『アイゼンファウスト 天保忍者伝』（アイゼンファウスト てんぽうにんじゃでん）は、長谷川哲也による日本の漫画作品。原作は、山田風太郎の小説・『忍者黒白草紙』。2008年から「MiChao!」（講談社）、2010年からはビットウェイHandyコミックにて連載されていた。

## あらすじ
江戸の天保年間。南町奉行・鳥居耀蔵の下に2人の伊賀忍、箒天四郎と塵ノ辻空也が推挙される。正義を行うことを志す天四郎が鳥居に心酔する一方、空也はその正義に疑問を感じて離反。「正義の鉄槌」と「悪の鉄盾」の戦いが始まる。

## 登場人物
箒天四郎（ほうき てんしろう）
伊賀忍者。なんでも縫いつけ、切り裂く糸を変幻自在に操り、自らの信じる正義のために生きることを志す。童貞であるため女性に幻想を抱きやすく、お史やお志摩にひそかに好意を抱く。
塵ノ辻空也（ちりのつじ くうや）
伊賀忍者。女をたぶらかす忍術を心得る。自由人であるがゆえに鳥居耀蔵の命に背き、脱走する。
服部万蔵（はっとり まんぞう）
伊賀忍者頭領。岩のごとき容貌の持ち主で、幻術の使い手。鳥居耀蔵に天四郎と空也の2人を推挙する。
鳥居耀蔵（とりい ようぞう）
甲斐守・江戸南町奉行。江戸の乱れた風紀を、伊賀忍を使い粛正しようと画策する。
お兆（おちょう）
鳥居耀蔵の娘。生まれながらに心に障害をわずらっているが、四書五経をそらんじる驚異的な記憶力を持つ。性的絶頂に達すると、正常な意識が戻る。
お史（おふみ）
御徒目付・櫻井家の娘。櫻井家の没落とともに、札差業者・板倉屋に身売り同然に嫁ぐ。後に被虐趣味に目覚める。
板倉屋金兵衛（いたくらや きんべえ）
醜悪な容姿を持つ江戸の札差業者。かつて、お史の母に恋心を抱いていた。金の力に物を言わせ、お史を嫁にする。
死不知死之介（ししらずの しのすけ）
武家を巻き込み賭場を開く、江戸の黒社会の黒幕。得意技は馬吸夢尺八（ばきゅうむしゃくはち）。
お志摩（おしま）
慈母の如き美貌を誇る死之介の妻。道端で倒れていた天四郎を拾い、可愛がる。
矢部駿河守【矢部定謙】（やべするがのかみ）
鳥居に南町奉行の座を追われ、自邸に蟄居する。温厚な好々爺で、お史を趣味の春画のモデルとして可愛がる。
矢部彦四郎（やべ ひこしろう）
矢部駿河守の息子。剛毅な性格で反鳥居的な言論も辞さない。妻･貞代を溺愛する。
貞代（さだよ）
彦四郎の妻。貞淑で控えめな性格。彦四郎が女中として拾ってきた家出娘のお史に対しても、明るく接する。

## 単行本
ミチャオKCDXより
1. 2009年4月23日発行 ISBN 978-4-06-375704-0
2. 2009年4月23日発行 ISBN 978-4-06-375705-7（1、2巻同日発売）
3. 2009年10月23日発行　ISBN 978-4-06-375835-1
4. 2010年2月23日発行　ISBN 978-4-06-375881-8